# Algorithme de Cannon
L'algorithme de Cannon est utilisé pour réaliser de manière distribuée une multiplication de matrices à deux dimensions.
Il fut décrit pour la première fois en 1969 par Lynn Elliot Cannon. Utilisé en informatique distribuée, le principal avantage de cet algorithme réside dans le fait qu'il nécessite un espace mémoire constant et une indépendance vis-à-vis du nombre de processeurs.